# Magusa angustipennis
Magusa angustipennis là một loài bướm đêm trong họ Noctuidae.